# Luigi Luzzatti
Luigi Luzzatti (Venezia, 1º marzo 1841 – Roma, 29 marzo 1927) è stato un giurista, economista, banchiere e politico italiano, che fu Presidente del Consiglio dei ministri del Regno d'Italia dal 31 marzo 1910 al 29 marzo 1911.
Luigi Luzzatti è stato, nella storia d'Italia dalla sua Unità nel 1861, uno dei tre presidenti del Consiglio ebrei, insieme ad Alessandro Fortis e Sidney Sonnino. Fu durante il mandato di Luzzatti che, il 17 marzo 1911, ricorse il cinquantenario dell'Unità d'Italia, festeggiato con mostre ed eventi pubblici.
Insieme con Edoardo Deodati e Francesco Ferrara fu fondatore della Università Ca' Foscari di Venezia. Fu altresì il fondatore della Banca Popolare di Milano e, dalla sua nascita nel 1865 al 1870, presidente di questo istituto di credito; dal 1870 al 1927 ne fu presidente onorario. È stato inoltre fondatore nel 1864 della Banca Popolare di Lodi, insieme con Tiziano Zalli. Nel 1903 fondò anche l'Istituto Autonomo Case Popolari.
Dopo la sua morte gli eredi donarono le sue carte all'Istituto veneto di scienze, lettere ed arti di cui in vita era stato membro, e dove, nella sede di Palazzo Loredan (Campo Santo Stefano), tale archivio è ancora custodito. Luzzatti è sepolto nel Cimitero del Verano, a Roma.

## Biografia

### Origini e formazione
Nato a Venezia da una importante famiglia ebraica, figlio di Marco Luzzatti, proprietario di due fabbriche, una di coperte di lana e l'altra dedita alla pettinatura delle canapa greggia, e di Enrichetta Tedeschi, dopo aver completato la laurea in giurisprudenza presso l'Università degli Studi di Padova attirò su di sé l'attenzione della polizia austriaca a causa delle sue lezioni di economia politica, e fu costretto ad emigrare.

### La carriera accademica
Nel 1863 ottenne una cattedra presso l'Istituto Tecnico di Milano. Nello stesso anno, si affiliò alla loggia massonica milanese "Cisalpina". Nel 1867 fu nominato professore di diritto costituzionale all'Università di Padova: Luzzatti tenne la cattedra fino al 1896.
Dotato di eloquenza ed energia, divulgò le teorie economiche di Franz Hermann Schulze-Delitzsch (1808-1883). Con la pubblicazione nel 1863 dell'opera La diffusione del credito e le banche popolari divenne l'artefice della diffusione delle banche popolari in Italia. Partecipò alla fondazione dell'Università Ca' Foscari di Venezia, primo ateneo italiano per l'insegnamento dell'economia. Nel 1869, nel collegio di Oderzo, dal capo del governo di allora Marco Minghetti egli fu nominato Sottosegretario di stato all'agricoltura e al commercio e lui in tale veste abolì il controllo governativo sulle imprese commerciali e promosse un'indagine conoscitiva sulle condizioni dell'industria.
Benché in teoria sostenitore del libero commercio, fu di fatto determinante nella creazione di un sistema economico protezionistico in Italia. Nel 1877 partecipò ai negoziati commerciali con la Francia, nel 1878 compilò il tariffario doganale italiano, e successivamente ebbe un ruolo di guida in tutti i trattati commerciali che l'Italia stipulò con gli altri Paesi. Nominato Ministro del tesoro nel primo governo tecnico Antonio Starabba, marchese di Rudinì del 1891, con mossa avventata, abolì il sistema di compensazione della valuta fra istituti di emissione, misura che provocò la duplicazione di parte del denaro circolante e accelerò la crisi del sistema bancario del 1893, che portò allo scandalo della Banca Romana.

### La carriera politica e la legge sugli istituti di edilizia popolare
Nel 1896 entrò nel terzo governo del marchese di Rudinì come Ministro del tesoro e, tempestivamente legiferò in modo da salvare dal fallimento il Banco di Napoli. Dopo aver lasciato l'incarico nel 1898 la sua principale occupazione fu di condurre il negoziato commerciale franco-italiano, mentre come deputato, giornalista e professore, continuò a partecipare attivamente alla vita politica ed economica del paese. Fu nuovamente Ministro del tesoro dal novembre 1903 al marzo 1905 nel secondo gabinetto Giolitti, e per la quarta volta dal febbraio al maggio 1906 nel primo gabinetto Sonnino. Alla fine del suo mandato ottenne la conversione del tasso d'interesse sul debito pubblico italiano dal 5% (ridotto al 4% al netto delle imposte) al 3,5% e successivamente al 3%, operazione che altri ministri avevano tentato senza successo; sebbene la conversione non fu completamente portata a termine durante il suo dicastero, gliene va attribuito gran parte del merito.
Fu su sua proposta che venne approvata la legge 31 maggio 1903, n. 254 che istituiva l'Istituto Case Popolari, che in seguito divenne Istituto Autonomo Case Popolari, destinato a sovvenire alle necessità abitative dei ceti italiani meno abbienti. Nel 1907 fu presidente del Congresso delle Cooperative di Cremona. Nel secondo gabinetto Sonnino fu Ministro dell'agricoltura, dell'industria e del commercio.
Nel 1906 venne nominato presidente onorario della Società "A. Pontremoli & Associati", società Radio-Telegrafica fondata dal nipote Aldo Pontremoli con suo cugino Mario Pontremoli.

### Gli ultimi anni e la morte
Il 31 marzo 1910 Luzzatti fu nominato presidente del Consiglio dei ministri dal re Vittorio Emanuele III dietro indicazione di Sidney Sonnino. Durante il suo governo fu varata, all'inizio del 1911, la legge Daneo-Credaro, che rendeva obbligatoria la frequenza scolastica fino a 12 anni, mentre la scuola elementare non fu più dipendente dai Comuni, bensì dallo Stato, che ne assumeva la gestione. In questo modo le scuole di molti Comuni che non potevano permettersi la manutenzione degli edifici scolastici furono migliorate, permettendo una maggiore alfabetizzazione delle masse popolari, specie quelle rurali. A questa riforma, Luzzatti volle far seguire quella elettorale, che prevedeva l'estensione del suffragio a quattro milioni e mezzo di nuovi elettori; la sua proposta fu accantonata per l'opposizione dell'Estrema Sinistra, che chiedeva invece il suffragio universale. Sfumato il suo progetto, Luzzatti rassegnò le dimissioni il 29 marzo 1911, e gli succedette Giolitti, che ritornò ad essere capo di governo; dopo esser stato nominato senatore nel 1921, morì il 29 marzo 1927.

## Opere

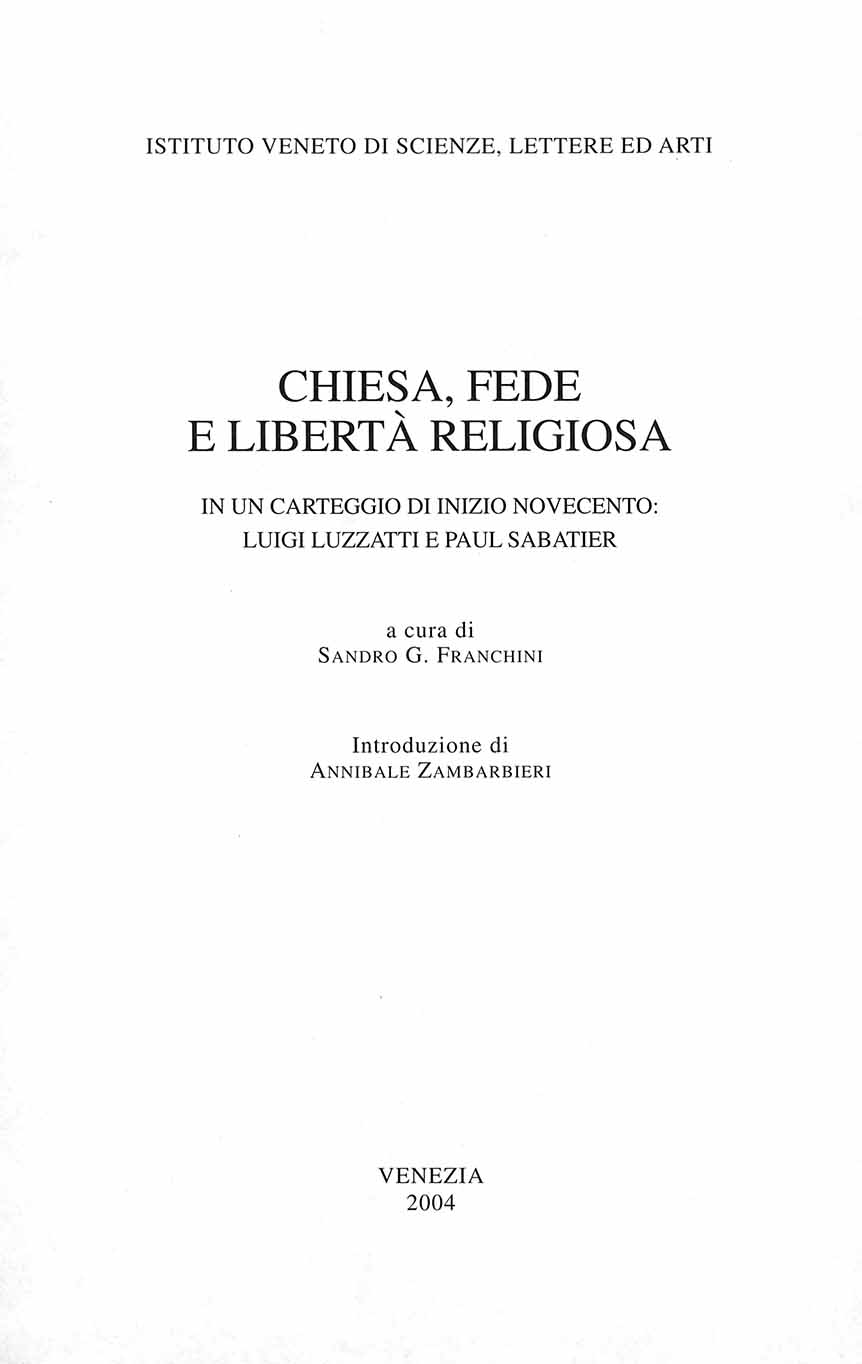
Chiesa, Fede e Libertà religiosa in un carteggio di inizio novecento, 2004

- Paolo Pecorari (a cura di), La diffusione del credito e le banche popolari, Biblioteca luzzattiana 7, Venezia, Istituto veneto di scienze lettere ed arti, 1997, ISBN 88-86166-52-4.

- Sandro G. Franchini (a cura di), Chiesa, Fede e Libertà religiosa in un carteggio di inizio novecento, Biblioteca luzzattiana 10, Venezia, Istituto veneto di scienze lettere ed arti, 2004, ISBN 88-88143-48-3.